# Thomas Toivonen
Thomas Toivonen (ur. 1974 w Skutskär) – szwedzko-fiński muzyk, reżyser filmowy, pisarz oraz aktywista polityczny o poglądach anarchoprymitywistycznych.

## Życiorys
Mając jedenaście lat zaczął uczyć się gry na gitarze, którą dostał w prezencie świątecznym od ojca. W kolejnych latach Thomas Toivonen grał w wielu zespołach o różnych stylach, takich jak heavy metal, indie rock i reggae, gdzie używał różnych instrumentów: gitarze, basie, klawiszach i perkusji.
W 2006, podczas jego free jazzowego okresu, muzyka Thomasa Toivonena była grana w programie radiowym Taran's Free Jazz Hour w Angers we Francji oraz w programie radiowym Now's the time with Kevin LeGendre w londyńskiej stacji radiowej Resonance FM.
W 2007 Thomas Toivonen ukazał się w drugiej edycji czeskiej encyklopedii: Svět jiné hudby (pol. Świat innej muzyki) Zdeněka Slabégo. Natomiast wiosną 2008 został sfotografowany w Paryżu, we Francji przez amerykańskiego fotografa artystycznego Ralpha Gibsona, na jego wystawę i książkę: State of the Axe: Guitar Masters in Photographs and Words (2008).
We wrześniu 2013 wydał film dokumentalny pod tytułem Truká: In The Name of the Enchanteds, który opowiada historię mieszkańców Truká w stanie Pernambuco w Brazylii żyjących na wyspach na rzece São Francisco i ich zmagania związane z kontrowersyjny projektem przekierowania wody.
W 2020 zespół Primal Roots, w którym Thomas jest gitarzystą prowadzącym, wydał singiel Black.

## Publikacje
- A reality beyond art (2011)
- Intuitive jazz-improvisation (2011)
- Against modernity and civilization (2012)
- Thomas Toivonen (2012)

## Zewnętrzne linki
- https://www.facebook.com/primalrootsbandgreece
- Bezpłatna godzina jazzu Tarana